# Patent-Troll
Patent-Troll (auch „Patenttroll“, „Patentjäger“, „Patenthai“ oder „Patentfreibeuter“) ist eine abwertende Bezeichnung für Personen oder Unternehmen (sogenannte Schutzrechtsdurchsetzungsgesellschaften), die Patente für den Zweck erwerben und besitzen, um von Unternehmen, die auf die Nutzung dieser Patente angewiesen sind, Lizenzgebühren verlangen zu können. Dem Patent-Troll wird vorgeworfen, in erpresserischer Manier betroffene Unternehmen durch Androhung von Unterlassungsklagen zu überhöhten Lizenzvereinbarungen zu drängen. Dieses Verhalten wird als Patent-Trolling bezeichnet. Dabei zeichnet einen Patent-Troll aus, dass er selbst das Patent gar nicht nutzen möchte oder nicht einmal nutzen kann, da er selbst gar keine Produktion oder Produktentwicklung betreibt. Im Englischen werden solche Unternehmen daher auch als „Non-Practising Entities“ (NPE) bezeichnet. Die Bezeichnung Patent-Troll wird insbesondere für Unternehmen verwendet, die dieses Verhalten als hauptsächliches Geschäftsmodell betreiben und deren Belegschaft größtenteils nicht aus technischem, sondern aus juristischem Personal besteht.

## Begriffsherkunft
Erstmals öffentlich wurde der Begriff Patenttroll in den neunziger Jahren vom damaligen Intel-Anwalt Peter Detkin gebraucht, der ihn nach Seitenwechsel als Mitbegründer von Intellectual Ventures inzwischen als „plaintiff I don’t like“ (zu dt.: Kläger, den ich nicht mag) relativiert. Der Begriff „Troll“ wurde jedoch nicht von Detkin, sondern von seiner Kollegin Anne Gundelfinger kreiert. Nachdem Intel wegen der Benutzung des Begriffs Patent-Erpresser für einen Prozessgegner von diesem auf Verleumdung (libel) verklagt worden war, suchte die Intel-Rechtsabteilung eine nicht wegklagbare Bezeichnung für die immer öfter auftretenden Gesellschaften und Einzelpersonen, die sich auf die Verwertung von Patenten spezialisierten, ohne selbst Produkte im Markt zu verkaufen. Delkin veranstaltete einen internen Wettbewerb und Gundelfingers Vorschlag Troll gewann.

## Varianten
Der Begriff Patent-Troll wird auch im Zusammenhang mit Trivialpatenten gebraucht. In diesem Fall versucht der Patent-Troll, möglichst breit und vage formulierte Patente zu erwerben, welche unverhältnismäßig hohe Einnahmen von Lizenzgebühren ermöglichen. Dadurch ist es später leichter möglich, das Patent auf interessante Bereiche auszudehnen, da es im Nachhinein bei einem bekannten Gegenstand allen Betrachtern, auch und gerade den Richtern, psychologisch leichter ist, einen unklaren Sachverhalt „auf den Verletzungsgegenstand zu lesen“.
Eine andere Strategie von Patent-Trollen besteht darin, recht komplexe Sachverhalte, z. B. der Regelungstechnik, patentamtlich schützen zu lassen und dann andere Unternehmen damit zu konfrontieren. Die betroffenen Unternehmen können sich dann nur zu hohen Kosten verteidigen und ziehen eine Lizenzregelung als kleineres Übel vor.
Eine weitere Spielart des Patent-Trollings ist es, aus einem Bündel zahlreicher Patente vorzugehen, mit gleicher Absicht und – erwartungsgemäß – ähnlich abschreckender Wirkung auf den Angegriffenen. Mit diesen Patenten werden dann gerade kleine und mittlere Unternehmen, die in den Patenten beschriebene Erfindungen unabhängig machen oder diese Techniken benutzen, in langwierige Rechtsstreitigkeiten verwickelt.

## Beispiele
Die deutsche Firma IPCom hat sich auf das Geschäftsmodell des Patent-Trolls spezialisiert und wurde für seine Patentklagen gegen Mobiltelefonunternehmen wie Apple, HTC und Nokia bekannt. Seit dem Jahr 2007 nutzt IPCom von ihr erworbene Bosch-Patente zum Eintreiben von Lizenzgebühren.

## Wirtschaftlicher Schaden
Laut einer 2011 erschienenen Studie der Boston University sollen Patent-Trolle von etwa 1990 bis etwa 2010 einen Schaden von insgesamt 500 Milliarden Dollar an US-Firmen verursacht haben. Dieser Wert wurde aus dem Verlust an Unternehmenswerten (gemessen an Börsenkursen) ermittelt, die mit Patentverletzungen einhergingen.

## Öffentliche Kritik
Der damalige US-Präsident Barack Obama kritisierte Patent-Trolle am 14. Februar 2013 in einem Google+ Hangout:
“They don’t actually produce anything themselves, They're just trying to essentially leverage and hijack somebody else’s idea and see if they can extort some money out of them.” () (Tatsächlich produzieren sie gar nichts. Sie versuchen, sich die Ideen anderer Leute zu eigen zu machen und irgendwie Geld herauszuquetschen.)

## Verteidigung gegen Kritik
Im Gegensatz zu Kritik am Geschäftsmodell von Patent-Trollen können diese auch als legitime Patentverwerter oder Makler angesehen werden. Dabei wird argumentiert, dass Unternehmen, die patentierte Technologien entwickeln, ein berechtigtes Interesse haben könnten, nicht selbst Lizenzgebühren einzutreiben, sondern (einmalig) Verkaufserlöse von einem Patentverwerter (Patent-Troll) zu erhalten.

## Rechtlicher Bezug in Deutschland
Patent-Trolle nutzen die legalen Möglichkeiten des Patentrechts aus, die es dem Patentinhaber erlauben, Unterlassungsansprüche relativ leicht gegenüber dem Patentverletzer geltend zu machen. Das deutsche Patentgesetz kennt auch Abwehrinstrumente gegen Patent-Trolle, so etwa §§ 144 und 145. § 144 versucht, wirtschaftliche Waffengleichheit herzustellen. § 145 regelt das Problem der Kettenklagen, bei denen sich eine Klage an die andere reiht.
Auszüge aus dem Deutschen Patentgesetz:
```
§
 
144
 
PatG – – Streitwertherabsetzung

(1) …, so kann das Gericht […] anordnen, daß die […] Gerichtskosten sich nach einem ihrer Wirtschaftslage angepaßten Teil des Streitwerts bemißt. Die […] begünstigte Partei die Gebühren ihres Rechtsanwalts ebenfalls nur nach diesem Teil des Streitwerts zu entrichten …
```

```
§
 
145
 
PatG – Zwang zur Klagekonzentration

… wegen derselben […] Handlung auf Grund eines anderen Patents nur dann eine weitere Klage erheben, wenn er ohne sein Verschulden nicht in der Lage war, auch dieses Patent in dem früheren Rechtsstreit geltend zu machen.
```

Im Jahr 2020 gab es eine Gesetzesinitiative, die unter anderem deutsche Unternehmen besser vor Patent-Trollen schützen soll. Zukünftig soll bei der Prüfung von Unterlassungsansprüchen die Verhältnismäßigkeit für das betroffene Unternehmen berücksichtigt werden und im Härtefall der Unterlassungsanspruch ausgeschlossen werden können. Das „Zweite Gesetz zur Vereinfachung und Modernisierung des Patentrechts“ wurde im Juni 2021 verabschiedet. Der Bundestag hat dem Entwurf am 10. Juni 2021 zugestimmt. In der Sitzung des Bundesrates am 25. Juni 2021 wurde kein Einspruch eingelegt.